# 와이드 화이트 스페이스 갤러리
와이드 화이트 스페이스 갤러리(Wide White Space Gallery, "WWS")는 1966년부터 1976년까지 존재했던 벨기에 앤트워프의 아방가르드 예술 갤러리이다. 벨기에의 예술사학자인 아니 데 덱커(Anny De Decker)와 독일의 예술가인 베른트 로하우스(Bernd Lohaus)에 의해 설립되었다. WWS 갤러리는 단 10년간 존재했음에도 불구하고, 총 100번에 이르는 전시와 활동을 통해 당시의 컨템포러리 아트/미술계 전반에 기여한 공로를 크게 인정받아 2012년에는 Art Cologne Preis를 수상한 바 있다.

## 갤러리 설립
벨기에의 겐트에서 중세미술사를 전공한 아니 데 덱커는 1958년 벨기에에서 개최된 세계 박람회에서 컨템포러리 아트를 접하기까진 그와 거리가 멀었다. 그러나 그녀가 후에도 인터뷰에서도 회상하듯, 이 세계 박람회에서 그녀에게 강한 인상을 남긴 컨템포러리 아트 작품들은 그녀의 주 관심사를 그쪽으로 돌려놓게 되었다. 그리고서 얼마 지나지 않아 그녀의 당시 절친한 친구로부터 전시 준비를 도와주지 않겠냐는 제의를 통해 말그대로 컨템포러리 아트 세계에 발을 디디게 되었다. 당시 신문사에 예술계의 전시 서평을 작성하던 그녀가 WWS 갤러리를 설립하는데는 베른트 로하우스와의 만남이 크게 작용하였다. 

베른트 로하우스는 뒤셀도르프 아카데미에서 학업하고, 후에는 요셉 보이스의 제자가 되기도 한 라인란트Rheinland 예술가였다. 아니 데 덱커와 베른트 로하우스는 그녀의 친구 덕분에 마드리드에서 알게 되었고, 그 만남 뒤에 베른트 로하우스는 몇해 지나지 않아 앤트워프로 이사하고 그녀와 결혼을 하였다. 그렇게 앤트워프로 이사한 베른트 로하우스는 앤트워프의 로컬 아티스트인 Panamarenko, Heyrman등과 함께 앤트워프 해프닝을 시연하곤 했는데, 이러한 해프닝들은 자주 지역 경찰에 의해 저지되고 말았다. 후에는 이들이 지속적으로 해프닝을 계속할 수 있도록 아니 데 덱커와 베른트 로하우스는 그들의 아파트가 있는 건물의 1층에 빈 공간을 임대하게 되는데, 이것이 바로 WWS 갤러리의 시작이다.
아니 데 덱커는 당시에 상황에 대해 다음과 같이 이야기하고 있다:
"당시 앤트워프에는 독일과 네덜란드와는 다르게 크고 저렴한 임대 가능한 공간이 많았어요. 그래서 제로 아티스트들도 한동안 이곳에 살기도 했죠.
그 외에도 베른트는 항상 Heyrman, Panamarenko와 해프닝을 벌이곤 했는데, 그럴때마다 경찰이 중간에 오는 바람에 그들의 해프닝은 성공한적이 없었어요. 당시에 전 작은 아파트 하나를 빌렸었는데, 바로 그 아래에 공간 하나가 비어있었죠 - 그래서 전 그냥 그들이 거기서 뭔가 할 수 있도록 거길 임대했죠. 그런데 이건 별다른 계획 없이 이렇게 된거에요."
아트넷과의 인터뷰에서 아니 데 덱커

## 참고
- Yves Aupetitallot: Wide White Space 1966-1976: Hinter dem Museum /Behind the museum, Richter Verlag 1996
- Uta Grosenick: Insight - Inside. Galerien 1945 bis heute, Dumont Buchverlag 2005